# Олдъм (окръг, Тексас)
Окръг Олдъм (на английски: Oldham County) е окръг в щата Тексас, Съединени американски щати. Площта му е 3888 km², а населението - 2185 души (2000). Административен център е град Вега.